# Gutenbergova galaksija
Gutenbergovo galaksijo: Nastajanje tipografskega človeka (angl. The Gutenberg Galaxy: The Making of Typographic Man; knjige ni v slovenskem prevodu) je leta 1962 napisal kanadski profesor in filozof Marshall McLuhan. V njem analizira učinke množičnih medijev, še posebej tiska, na evropsko kulturo in človeško zavest. V tem kontekstu osnuje izraz globalna vas, ki se navezuje na idejo, da množična komunikacija vpliva, da se način mišljenja, sicer značilen za vas, razširi na ves svet. 
McLuhan preučuje pojav »Gutenbergovega človeka« (angl. Gutenberg man), tj. subjekta, ki nastane s spremembo zavesti zaradi prihoda tiskane knjige. Trdi, da je medij sporočilo (angl. The medium is the message), s čimer želi poudariti, da tehnologija oziroma tehnološki izumi niso zgolj pripomočki, ki jih ljudje uporabljajo, temveč ljudi ponovno definirajo. Izum tiska s premičnimi kovinskimi črkami je bil odločilni trenutek, saj se je z njim kultura, v kateri so sprva čuti vzajemno sodelovali, spremenila v tiranijo vizualnega. Poleg tega je razvoj tiska po McLuhanu vodil k nastanku nacionalizma, dualizma, dominaciji racionalizma, avtomatizaciji znanstvenega raziskovanja, uniformiranju, standardizaciji kulture in alienaciji, tj. odtujevanju posameznikov. 

## Zasnova knjige – mozaik
Struktura dela je neobičajna, saj je zasnovano kot mozaik oz. razvija terenski pristop k problemom. Podatki in citati torej razkrivajo "vzročne operacije v zgodovini".
Delo je razdeljeno na pet enot:
1. Prolog
2. Gutenbergova galaksija
3. Ponovno konfigurirana galaksija
4. Bibliografija
5. Indeks opomb po poglavjih

### Prolog
McLuhan uvodoma zapiše, da je Gutenbergova galaksija komplementarna delu Alberta Batesa Lorda The Singer of Tales (1960), ki nadaljuje študije o Homerju Milmana Parryja, ki se je oprl na analize jugoslovanske epike, da bi dokazal, da so Homerjeva dela ustne kompozicije.

### Gutenbergova galaksija
Drugi, osrednji del sestoji iz 107 krajših poglavij, med katerimi so nekatera dolga zgolj tri, dve ali celo eno samo stran, kar ustreza mozaični zasnovi dela.

## Štiri zgodovinske epohe
Knjiga se ukvarja z eno od štirih zgodovinskih epoh:
1. ustno ali govorno kulturo
2. pisno ali rokopisno kulturo
3. Gutenbergovo galaksijo
4. elektronsko dobo

Ustna ali govorna kultura se ohranja doma, na ulici in v šoli ter drugje, in sicer je najizrazitejša v otroštvu. Ko se otrok začne učiti brati in pisati, se začne prehod iz ustne v pisno kulturo. V ustni kulturi ima poseben pomen veščina spominjanja.
Pisna ali rokopisna kultura (»pisanje na roko«) McLuhan imenuje tudi "skribalna kultura". Z obdobjem pisne kulture je prav tako kot z dobo ustne kulture povezana veščina spominjanja.
Gutenbergova galaksija je metafora za tisk s premičnimi kovinskimi črkami. Izum slednjega je izjemno pospešil kulturne in kognitivne spremembe, prisotne že od izuma abecede. McLuhan misli na fonetično ortografijo, saj dosledno razlikuje med fonetično abecedo in logografičnimi oz. logogramskimi pisnimi sistemi, kot so hieroglifi ali ideogrami. Kultura tiska od Gutenbergovega izuma sredi 15. stoletja je pripeljala do nadvlade vizualnega (vidnega) nad slušnim in ustnim ter govornim.
Osrednja McLuhanova teza, ki jo je kasneje še razvil v delu The Medium is the Massage (1967), je, da nove tehnologije (abeceda, tisk, celo sam govor) vplivajo na kognicijo, ta pa na družbeno strukturiranost: tehnologija tiska spremeni naše dojemalne navade, to pa učinkuje na družbene odnose. Tehnologija tiska je prispevala k najbolj izstopajočim trendom moderne dobe zahodnega sveta: individualizmu, demokraciji, protestantizmu, kapitalizmu in nacionalizmu. 
Elektronska doba oz. globalna vas. V zgodnjih šestdesetih letih 19. stoletja je McLuhan zapisal, da se bo vizualna, individualistična kultura tiska kmalu končala, saj bodo elektronski mediji s slušno in ustno kulturo nadomestili vizualno. V tej novi dobi se bo človeška vrsta od individualizma in fragmentacije premaknila h kolektivni identiteti, osnovani na plemenski skupnosti. To McLuhan imenuje globalna vas, kar ima v Gutenbergovi galaksiji mestoma negativne konotacije, vendar se je avtor osredotočil na učinke namesto na vrednostne sodbe. Tehnologija sama po sebi ni ne moralna ne nemoralna, je pa orodje, ki temeljito oblikuje posameznikovo in družbeno avtokoncepcijo in realizacijo. Moralna valenca tehnologije je po McLuhanu stvar perspektive. 
Čeprav se je svetovni splet oziroma internet pojavil šele trideset let po izdaji Gutenbergove galaksije, je McLuhan že osnoval pojem surfanje (angl. surfing) kot hitro, iregularno in večsmerno gibanje skozi heterogeno telo dokumentov ali znanja. 
McLuhanova knjiga je spodbudila vrsto refleksij, npr. monografijo Paula Levinsona Digital McLuhan: A Guide to the Information Millennium (1999), ki govori o digitalni revoluciji. Spletna stran Living Internet Billa Stewarta iz leta 2007 pa opisuje, kako so McLuhanovi vpogledi ustvarili koncept globalne vasi, povezane z elektronskim živčnim sistemom, ki je bil del popularne kulture, še preden se je dejansko zgodil. McLuhan je za Gutenbergovo galaksijo prejel najvišjo kanadsko literarno nagrado.